# Wahrmacher
Ein Wahrmacher für eine Proposition ist diejenige konkrete Entität, kraft welcher diese Proposition wahr ist (oder wahr sein würde). Philosophen haben darüber spekuliert, ob jede wahre Proposition einen Wahrmacher benötigt. Die klassische Lehre von Parmenides ist: was nicht existiert, kann nicht gedacht werden. Dies wurde gelesen als die Lehre, dass jede wahre Proposition einen Wahrmacher benötigt, denn ansonsten handelt sie nicht von oder über etwas. Ein Falschmacher für eine Proposition ist dasjenige existierende, kraft welchem eine Proposition falsch ist.
Die Lehre, dass jede wahre Proposition einen Wahrmacher benötige, führt jedoch zu Schwierigkeiten. Beispielsweise: was ist der Wahrmacher für ethische, modale oder mathematische Sätze? In nonkognitivistischen Metaethiken wird die Wahrheitsfähigkeit normativer Sätze bestritten, so dass Wahrmacher nicht auf Sätze der Deontischen Logik oder Normenlogik beziehbar sind.
Wie steht es mit Negationen von Existenzaussagen ("es gibt keine Einhörner") und universal quantifizierenden Aussagen? Man hat vorgeschlagen: die Gesamtheit aller Dinge macht diese wahr, oder (Richard M. Gale): ein aktualer Sachverhalt, so dass x1 kein Einhorn ist, x2 keines ist usw. und alles entweder x1 oder x2 usw. ist.
David Lewis hat eine moderatere Wahrmachertheorie vorgeschlagen. Nur für positive Propositionen muss es Wahrmacher geben. Was negative Aussagen wahrmacht, ist, dass ihnen ein Falschmacher fehlt, also ein Wahrmacher fehlt für ihre Negation. "Es gibt keine Einhörner" wird wahrgemacht dadurch, dass ein Wahrmacher fehlt für "Es gibt Einhörner". Dies könnte man als Rekonstruktion des aristotelischen Diktums auffassen: Wahr zu reden ist, von dem, was ist, zu sagen, dass es ist, und von dem, was nicht ist, dass es nicht ist. Siehe dazu auch die Korrespondenztheorie.
Unterschiedliche Wahrmachertheorien nehmen unterschiedliche Typen von Wahrmachern an. Einige nehmen an, dass Sätze durch Sachverhalte wahrgemacht werden, von denen sie handeln und die typischerweise beschreibbar sind durch Nominalisierungen des Satzes: "Sokrates sitzt" wird wahrgemacht durch "das Sitzen von Sokrates".
Andere lehren: der Wahrmacher dieses Satzes ist schlicht Sokrates – von dessen Existenz der Satz handelt.
Die Existenz von Wahrmachern mag wie ein spekulatives Glasperlenspiel anmuten. Aber diese Frage ist inzwischen für viele Debatten wichtig geworden. Der australische Philosoph John Leslie Mackie etwa hat argumentiert: Die Wahrmacher für moralische Sätze müssten so ungewöhnlich beschaffen sein, dass sie unmöglich existieren können, und diese Sätze müssten daher falsch sein.